# Dietrich Denecke
Dietrich Denecke (* 9. Juni 1935 in Berlin) ist ein deutscher Geograph und emeritierter Hochschullehrer. Er zählt zu den führenden Wissenschaftlern im Bereich der Historischen Geographie.

## Leben
Dietrich Denecke lebte bis 1945 in Berlin und danach in Schleswig-Holstein. Während seines Studiums in Tübingen wurde er Mitglied der Verbindung Normannia Tübingen. Er promovierte 1967 mit einer Arbeit über die Überreste alter Straßen im Gebiet zwischen Solling und Harz. Als Professor ist Dietrich Denecke seit Jahrzehnten am Geographischen Institut der Universität Göttingen tätig und u. a. an der Herausgabe der Reihe Werte der deutschen Heimat beteiligt. Seit 2002 ist er Mitglied der Projektgruppe „Montanregion Harz“ der Historischen Kommission für Niedersachsen und Bremen, deren Sprecher er 2007 als Nachfolger von Karl Heinrich Kaufhold wurde.

## Schriften (Auswahl)
als Autor
- Methodische Untersuchungen zur historisch-geographischen Wegeforschung im Raum zwischen Solling und Harz. Ein Beitrag zur Rekonstruktion der mittelalterlichen Kulturlandschaft. Goltze, Göttingen 1969 (zugl. Dissertation, Universität Göttingen).
- Göttingen. Materialien zur historischen Stadtgeographie und zur Stadtplanung. Erläuterungen zu Karten, Plänen und Diagrammen mit einer Bibliographie, Goltze, Göttingen 1979.

als Herausgeber
- Die Erfassung und Darstellung ländlicher Siedlungsräume, der Siedlung und Bausubstanz in einer landeskundlichen Bestandsaufnahme. Institut für Länderkunde, Leipzig 2009, ISBN 978-3-86082-068-1.
- Kulturlandschaftspflege. Beiträge der Geographie zur räumlichen Planung, Bornträger, Berlin 1997, ISBN 3-443-01037-7.
- Die Darstellung von Städten im Rahmen einer landeskundlichen Erfassung und Übersicht. 50 Jahre „Landschaften in Deutschland - Werte der deutschen Heimat“
- Göttingen. Geschichte einer Universitätsstadt. (zusammen mit) Helga-Maria Kühn: Drei Bände, Vandenhoeck & Ruprecht, Göttingen 1987–2002, ISBN 3-525-36196-3.
- Der Hochharz (zus. mit Jörg Brückner, Uwe Wegener und Haik Thomas Porada), Köln/Weimar 2016 (= Landschaften in Deutschland. Werte der deutschen Heimat, 73), ISBN 978-3-412-20467-9.